# Generalinspektor der gesamten bewaffneten Macht
Generalinspektor der gesamten bewaffneten Macht war eine nur einmal verwendete Funktionsbezeichnung in Österreich-Ungarn. Am 17. August 1913 ernannte Kaiser Franz Joseph I. seinen Neffen und Thronfolger, Erzherzog Franz Ferdinand von Österreich-Este, zum Generalinspektor und verfügte, dass die Militärkanzlei Franz Ferdinands nunmehr Kanzlei des Generalinspektors der gesamten bewaffneten Macht zu heißen habe.
Der Thronfolger hatte als General zur Disposition des Allerhöchsten Oberbefehls davor bereits intensiven Anteil an der Stärkung der Wehrkraft der Doppelmonarchie genommen, ohne eine einschlägige Funktionsbezeichnung zu führen, und unterhielt dazu im Schloss Belvedere, seinem Wiener Wohnsitz, eine Militärkanzlei. Sie wurde 1906–1911 von Alexander Brosch von Aarenau geleitet, dann von Carl von Bardolff. Ende 1913 umfasste die Militärkanzlei des Generalinspektors zehn Offiziere, zum Teil aus dem Generalstab.
Der Begriff „gesamte bewaffnete Macht“ bedeutete, dass der Thronfolger – unabhängig von der Tätigkeit des k.u.k. Kriegsministeriums – militärische Einheiten und Einrichtungen aller Waffengattungen inspizieren konnte, unabhängig davon, ob diese von der Doppelmonarchie geführt wurden (gemeinsames Heer, k.u.k. Kriegsmarine) oder einem der beiden Teilstaaten unterstanden (k.k. Landwehr bzw. k.u. Landwehr oder Honvéd).
Nach der Ermordung Franz Ferdinands in Sarajevo am 28. Juni 1914 nach einem Manöverbesuch in Bosnien wurde die Funktionsbezeichnung nicht mehr verwendet, die Militärkanzlei im Belvedere aufgelöst.